# The Other Side (canción de Evanescence)
The Other Side (en español: 'El Otro Lado') es una canción de la banda de rock estadounidense Evanescence. Es el cuarto sencillo, después de Lost In Paradise, del álbum homónimo de la banda. El 7 de abril de 2012, la página AllAcces.com confirmaba de que la canción The Other Side sería el tercer sencillo oficial del álbum homónimo de Evanescence, por lo cual más tarde fue descartada por la banda, y confirmada solo como sencillo promocional.

## Antecedentes
En una entrevista con Fuse TV, se confirmó de que The Other Side sería el cuarto sencillo del álbum, pero que este no tendrá video. La canción fue lanzada el 11 de junio de 2012, a través de Modern Rock Radio y el 12 de junio de 2012, a través de Alternative Radio.

## Posición En Las Listas
Antes de que The Other Side fuese confirmado para lanzarse el 11 de junio de 2012 como sencillo promocional, llegó rápidamente al #2 en 'Active Rock Radio'el 25 de mayo de 2012, siendo una de las canciones más pedidas por el público en aquella radio. Amy Lee también habló ese mismo día en Twitter sobre la asombrosa e inesperada noticia. El 12 de junio de 2012, día en que la canción se lanzó para las radio norteamericanas, actualmente alcanzó el puesto 47 en Estados Unidos y ya siendo reproducidas en otras estaciones de radio locales.
| Tabla de posiciones (2012) | Peak |
| -------------------------- | ---- |
| Active Rock Radio          | 2    |
| Estados Unidos             | 47   |

## Video musical
Al igual que el sencillo Lost in Paradise solo tiene en la cuenta oficial de Vevo en You Tube un "Lyric Video" el cual fue subido el 30 de agosto de 2012.
- Datos: Q3988591